# Colorado City, Teksas
Colorado City je grad u američkoj saveznoj državi Teksas. Prema popisu stanovništva iz 2010. u njemu je živjelo 4.146 stanovnika.